# Кутузово (Гур'євський міський округ)
Кутузово (рос. Кутузово) — селище Гур'євського міського округу, Калінінградської області Росії. Входить до складу Кутузовського сільського поселення.
Населення —  104 особи (2015 рік). 

## Населення
| 2002 | 2010 |
| ---- | ---- |
| 101  | ↗104 |